# Rhett Davies
Rhett Davies (Londen, 1949)  is een Brits producer en geluidstechnicus, zoon van een trompettist. 
Davies werkte eerst in een platenwinkel, maar kreeg zijn eerste opname-ervaring in de Island Studio. Zijn debuut maakte hij met het album Taking Tiger Mountain (By Strategy) van Brian Eno uit 1973. Daarna produceerde hij nog talloze muziekalbums maar verdween in de jaren negentig van het toneel.

## Albums
- Genesis - Selling England by the Pound
- Bryan Ferry - Another Time, Another Place, Boys and Girls, Dylanesque
- Roxy Music - Viva!, Manifesto, Flesh + Blood, Avalon, High Road
- Trapeze - Hot Wire
- Robert Palmer - Sneakin' Sally Through the Alley, Maybe It's Live
- Brian Eno - Taking Tiger Mountain, Another Green World, Evening Star, Before and After Science, Music for Airports, Music for Films
- Jim Capaldi - Whale Meat Again
- Phil Manzanera - Diamond Head, 801 Live, Listen Now, Primitive Guitars
- Camel - Music Inspired by The Snow Goose, Moonmadness, Rain Dances, A Live Record
- The Hollies - Russian Roulette, Crazy Steal
- Russ Ballard - Winning
- Dire Straits - Dire Straits
- Talking Heads - More Songs About Buildings and Food
- King Crimson - Discipline, Beat
- The B-52's - Wild Planet, Party Mix!
- Split Enz - Second Thoughts, Enz of an Era
- Orchestral Manoeuvres in the Dark - Dazzle Ships
- Talk Talk - It's My Life
- Icehouse - Measure for Measure
- Cock Robin - First Love Last Rites
- Til Tuesday - Welcome Home
- Wang Chung - Huang Chung